# لوئیجی مالربا
لوئیجی مالربا (ایتالیایی: Luigi Malerba؛ ۱۱ نوامبر ۱۹۲۷ – ۸ مهٔ ۲۰۰۸) یک نویسنده، فیلم‌نامه‌نویس، و کارگردان اهل ایتالیا بود.
وی برنده جوایزی همچون جایزه ویارجو (۱۹۹۲) و جایزه مدیسی (۱۹۷۰) شده است.